# Corumbaíba
Corumbaíba, amtlich portugiesisch Município de Corumbaíba, ist eine politische brasilianische Gemeinde im Bundesstaat Goiás. Die Bevölkerung wurde zum 1. Juli 2021 auf 10.012 Einwohner geschätzt, die Corumbaibenser genannt werden und auf einer Gemeindefläche von rund 1.864,3 km² leben. Die Entfernung zur Hauptstadt Goiânia beträgt 222 km.

## Namensherkunft
Corumbaíba ist ein Kofferwort aus Rio Corumbá und Rio Paranaíba.

## Geographie

### Umliegende Gemeinden
Corumbaíba grenzt:
- im Norden an Ipameri (Goiás)
- im Osten an Nova Aurora und Cumari
- im Süden an Tupaciguara (MG)
- im Westen Buriti Alegre, Água Limpa, Marzagão und Caldas Novas über den Rio Corumbá.

## Hydrographie
Die Südgrenze verläuft entlang dem Itumbiara-Stausee des Flusses Rio Paranaíba mit dem Bundesstaat Minas Gerais im Süden und im Norden, im „Dreiländereck“ zu Caldas Novas und Ipameri, der Corumbá-Stausee. Auch die Flüsse Rio Corumbá und Rio Veríssimo durchfließen das Gemeindegebiet.

### Vegetation
Das Biom ist Cerrado und Mata Atlântica.

### Klima
Die Gemeinde hat tropisches Klima (Aw) nach der Klimaklassifikation nach Köppen und Geiger. Die Durchschnittstemperatur ist 24,0 °C. Die durchschnittliche Niederschlagsmenge liegt bei 1267 mm im Jahr. Im Südsommer fallen in Corumbaíba deutlich weniger Niederschläge als im Südwinter.

## Kommunalverwaltung
Bei der Kommunalwahl 2020 wurde Sebastião Rodrigues Gomes Filho, genannt Rodrigo Cebola, von den Podemos zum Stadtpräfekten (Bürgermeister) für die Amtszeit von 2021 bis 2024 gewählt.

## Demografie

### Bevölkerungsentwicklung
| Jahr | Einwohner | Stadt | Land  |
| --- | --------- | ----- | ----- |
| 1920 | 10.652    | ?     | ?     |
| 1940 | 10.041    | 1.548 | 8.493 |
| 1950 | 7.985     | 1.171 | 6.814 |
| 1960 | 7.499     | 1.587 | 5.912 |
| 1970 | 7.488     | 2.416 | 5.072 |
| 1980 | 5.909     | 3.057 | 2.852 |
| 1991 | 5.529     | 3.275 | 2.254 |
| 2000 | 6.655     | 4.855 | 1.800 |
| 2010 | 8.164     | 6.303 | 1.861 |
| 2021 | 10.012    | ?     | ?     |
| Hier fehlt eine Grafik, die leider im Moment aus technischen Gründen nicht angezeigt werden kann. Wir arbeiten daran! |           |       |       |

Quelle: IBGE (2011)

### Ethnische Zusammensetzung
| Gruppe      | Anteil 1991 | Anteil 2000 | Anteil 2010 | Anmerkung                        |
| ----------- | ----------- | ----------- | ----------- | -------------------------------- |
| Brancos     | 3.913       | 3.990       | ▲ 4.095     | Weiße, Nachfahren von Europäern  |
| Pardos      | 1.297       | 2.232       | ▲ 3.551     | Mischrassige, Mulatten, Mestizen |
| Pretos      | 306         | 369         | ▲ 435       | Schwarze                         |
| Amarelos    | –           | –           | ▲ 75        | Asiaten                          |
| Indígenas   | –           | 9           | ▲ 25        | indigene Bevölkerung             |
| ohne Angabe | 13          | 54          | –           |                                  |

Quelle: